# Chebrolu
Chebrolu är en ort i Indien.   Den ligger i distriktet Guntūr och delstaten Andhra Pradesh, i den södra delen av landet, 1 400 km söder om huvudstaden New Delhi. Chebrolu ligger 16 meter över havet och antalet invånare är 11 626.
Terrängen runt Chebrolu är mycket platt. Runt Chebrolu är det tätbefolkat, med 493 invånare per kvadratkilometer. Närmaste större samhälle är Guntur, 13,5 km nordväst om Chebrolu. Trakten runt Chebrolu består till största delen av jordbruksmark.